# João Eudes
João Eudes, C.J.M. (Ri, Orne, 14 de novembro de 1601 – Caen, 19 de agosto de 1680) foi um presbítero francês, sendo venerado como santo pela Igreja Católica. 
Fundou a Congregação de Jesus e Maria, para formação doutrinal e espiritual de padres e seminaristas, cujos membros são conhecidos como eudistas. Fundou também uma ordem religiosa feminina, a Ordem de Nossa Senhora da Caridade do Refúgio, com a missão de atender às prostitutas e crianças abandonadas. Esta congregação deu origem, no século XIX, por meio de uma reforma levada a cabo por Santa Maria Eufrásia Pelletier, à Congregação de Nossa Senhora da Caridade do Bom Pastor, conhecida como as Irmãs do Bom Pastor. Foi declarado pelo Papa Pio X pai, doutor e apóstolo da doce devoção aos cristianíssimos Corações de Jesus e de Maria.

## Biografia
São João Eudes nasceu no norte da França, na Vila de Ri, próximo a Argentan. Cresceu em uma família profundamente religiosa. Fez seus primeiros estudos no Colégio Real de Dumont, pertencente aos jesuítas. Já na adolescência consagrou-se à Virgem Maria.
Aos 22 anos ingressou na Congregação do Oratório, sendo ordenado padre dois anos depois. Dedicou-se a pregar entre o povo nas regiões de Île-de-France, Bolonha-sobre-o-Mar, Bretanha e Normandia. Assistiu os doentes e suas famílias durante a epidemia de peste em 1627 sem temor da doença. Temendo que seus companheiros de congregação fossem contaminados devido ao seu contato com os enfermos, não entrava em casa e dormia dentro de um barril.
Percebeu como urgente a reforma do Clero. Em 1643, abandonou a Congregação do Oratório e fundou a Congregação de Jesus e Maria, para dar formação espiritual e doutrinal aos padres e seminaristas. Posteriormente fundou uma ordem religiosa feminina, a Ordem de Nossa Senhora da Caridade para atender mulheres e crianças em más condições de vida. No século XIX, por intermédio de Santa Maria Eufrásia Pelletier, esta ordem religiosa originará a Congregação de Nossa Senhora da Caridade do Bom Pastor, também chamada das Irmãs do Bom Pastor. Fundou ainda uma associação para leigos, para aprofundar a doutrina cristã.
Após uma longa vida dedicada à missão entre o povo, morreu em Caen, norte da França, em 1680.

## Seu legado
Desde o tempo de sacerdote do Oratório, dedicou-se às missões populares, que foram ainda mais impulsionadas pelas congregações por ele fundadas: teriam sido 110 missões em toda a França.
Sua espiritualidade afetiva contrastou com o rigor doutrinário do jansenismo e da passividade do quietismo. O seu eixo espiritual era a misericórdia, expressa na caridade para com os mais abandonados. Além disto, desenvolveu a devoção ao Sagrado Coração de Jesus e de Maria.
João Eudes foi um grande reformador da vida religiosa. Sua experiência no meio do povo o fez conhecer a penosa situação do clero e dos cristãos e a necessidade urgente de formação. Daí sua dedicação à fundação dos Institutos religiosos. Na sua concepção, a formação do clero era um meio de difundir a misericórdia de Deus expressa em ações em favor dos mais necessitados.

## Canonização
João Eudes foi proclamado pelo Papa Pio X como Pai, Doutor e Apóstolo do culto litúrgico do Sagrado Coração de Jesus. Foi canonizado pelo Papa Pio XI em 1925. O dia festivo de São João Eudes é comemorado no dia da sua morte: 19 de agosto.

## Obras
Eudes escreveu vários livros. Suas principais obras são:
- La Vie et le Royaume de Jésus (A Vida e o Reino de Jesus – 1637)
- Le contrat de l'homme avec Dieu par le Saint Baptême (Contrato do Homem com Deus Através do Santo Batismo – 1654)
- Le Bon Confesseur (O Bom Confessor – 1666)
- Le Mémorial de la vie Ecclésiastique
- Le Prédicateur Apostolique
- Le Cœur Admirable de la Très Sainte Mère de Dieu (o primeiro livro já escrito sobre a devoção aos Sagrados Corações)